# پل آتشین
پل آتشین (به انگلیسی: The Burning Bridge) نام دومین کتاب از مجموعه‌ی جنگاوران جوان اثر جان فلنگن نویسنده‌ی استرالیایی است. این کتاب در ۵ می ۲۰۰۵ میلادی در استرالیا منتشر شد.
نشر افق این کتاب را با رعایت حقوق نویسنده و خرید حق انحصاری نشر (کپی رایت) با ترجمه مسعود ملک‌یاری اولین‌بار در سال ۱۳۹۱ چاپ کرد.

## داستان
پانزده سال است که اهالی آرالوئن در صلح و صفا روزگار می‌گذرانند. چرا که مورگاراث اهریمنی نتوانسته پایش را از کوهستان باران و ظلمت بیرون بگذارد. اما او بار دیگر دسیسه کرده‌ است. گیلان (کارآموز قدیمی هالت)، ویل و دوستش هوراس که جنگجویی جوان است در ماموریت ویژه‌ای به سرزمین همسایه می‌روند تا درخواست نیروی کمکی کنند ولی هر شهری که به آن می‌رسند، متروکه و خالی از سکنه است تا اینکه با دختری به نام اوانلین برخورد می‌کنند و او توضیح می‌دهد که وارگال‌ها، نوچه‌های گوش‌به‌فرمان مورگاراث، باعث این تخریب و نابودی شده‌اند. گیلان به آرالوئن برمی‌گردد تا به پادشاه گزارش بدهد. در همین زمان ویل، هوراس و اوانلین با وارگال‌ها روبه‌رو شده و آن‌ها را تا تنگه‌ای عمیق دنبال می‌کنند و متوجه می‌شوند معدنچی‌های اهل سلتیکا به اسارات مورگاراث درآمده‌اند تا پلی بسازند که....